# Scraptogetus nigricans
Scraptogetus nigricans is een keversoort uit de familie schijnsnoerhalskevers (Aderidae). De wetenschappelijke naam van de soort werd in 1914 gepubliceerd door Thomas Broun.